# Janusz Czarnecki
Janusz Czarnecki ps. Sztajer (ur. 23 września 1928 w Warszawie, zm. 18 września 2011 tamże) – polski artysta fotograf, uhonorowany tytułem Artiste FIAP (AFIAP), członek Okręgu Warszawskiego Związku Polskich Artystów Fotografików, członek Szarych Szeregów, żołnierz Armii Krajowej, powstaniec warszawski.

## Życiorys
Janusz Czarnecki urodził się 23 września 1928 roku w Warszawie. Syn Stanisława i Stanisławy z domu Rojek. W czasie II wojny światowej był członkiem Szarych Szeregów i żołnierzem Armii Krajowej oraz uczestnikiem powstania warszawskiego. W konspiracji od maja 1944 r. jako żołnierz Bazy Lotniczej „Łużyce” Wydziału Lotnictwa „Bociany” Oddziału III (Operacyjno-Szkoleniowego) Komendy Głównej Armii Krajowej.
Po wojnie zamieszkał w Szczecinie, gdzie ukończył liceum ogólnokształcące. W późniejszym czasie (jako absolwent Studium Reklamy Handlu Zagranicznego – kierunek fotografia) mieszkał i pracował w Warszawie. Fotografował od 1953 roku, był uczniem, współpracownikiem (laborantem) i przyjacielem Edwarda Hartwiga. W latach 1956–1998 był pracownikiem warszawskiego Przedsiębiorstwa Reklamy i Wydawnictw Handlu Zagranicznego „Agpol”. Był autorem i współautorem wielu folderów, kalendarzy, katalogów, plakatów, ulotek. Współpracował z czasopismami: „Magazyn Rodzinny”, „Poradnik Domowy”, „Twoje Dziecko” oraz wydawnictwami: Dom Książki, Polskie Wydawnictwo Ekonomiczne, Watra.
W 1956 roku został przyjęty w poczet członków Okręgu Warszawskiego Związku Polskich Artystów Fotografików (legitymacja nr 234). Był wielokrotnym jurorem i przewodniczącym jury w konkursach i wystawach fotograficznych. Wielokrotnie uczestniczył w plenerach fotograficznych: (m.in.) w Janowie Podlaskim, Orońsku, Toruniu oraz w Plenerach Nadbużańskich. Szczególne miejsce w twórczości Janusza Czarneckiego zajmowała fotografia teatralna.
Janusz Czarnecki jest autorem i współautorem wielu wystaw fotograficznych; indywidualnych, zbiorowych, poplenerowych, pokonkursowych (uczestniczył m.in. w „World Press Photo”). Brał aktywny udział w Międzynarodowych Salonach Fotograficznych, organizowanych (m.in.) pod patronatem FIAP, zdobywając wiele medali, nagród, wyróżnień, dyplomów, listów gratulacyjnych. Pokłosiem udziału w Międzynarodowych Salonach Fotograficznych (pod patronatem FIAP) było przyznanie Januszowi Czarneckiemu tytułu honorowego Artiste FIAP (AFIAP) – tytułu przyznanego przez Międzynarodową Federację Sztuki Fotograficznej FIAP, obecnie z siedzibą w Luksemburgu.
Janusz Czarnecki zmarł 18 września 2011 roku, pochowany 22 września na cmentarzu Wolskim w Warszawie.

## Odznaczenia[17]
- Krzyż Komandorski Orderu Odrodzenia Polski
- Krzyż Oficerski Orderu Odrodzenia Polski
- Krzyż Kawalerski Orderu Odrodzenia Polski (1987)
- Złoty Krzyż Zasługi
- Srebrny Krzyż Zasługi (1980)
- Krzyż Armii Krajowej (1999)
- Medal za Warszawę 1939–1945 (1999)
- Medal 10-lecia Polski Ludowej
- Złoty Medal „Za zasługi dla obronności kraju” (2007)
- Odznaka honorowa „Zasłużony dla Kultury Polskiej” (2009)[18]
- Odznaka „Zasłużony Działacz Kultury”
- Srebrny Medal Opiekuna Miejsc Pamięci Narodowej (2004)
- Odznaka Grunwaldzka
- Odznaka Zasłużony dla Warszawy
- Złota Odznaka honorowa „Za Zasługi dla Warszawy”
- Odznaka „Zasłużony Pracownik Handlu Zagranicznego”
- Złota Odznaka „Wzorowy Księgarz”
- Srebrna Odznaka „Wzorowy Księgarz”